# 艾伯特·金 (篮球运动员)
艾伯特·金（英語：Albert King，1959年12月17日—），美国NBA联盟前职业篮球运动员。他在1981年的NBA选秀中第1轮第10顺位被新泽西篮网选中。